# Circulació hidrotermal

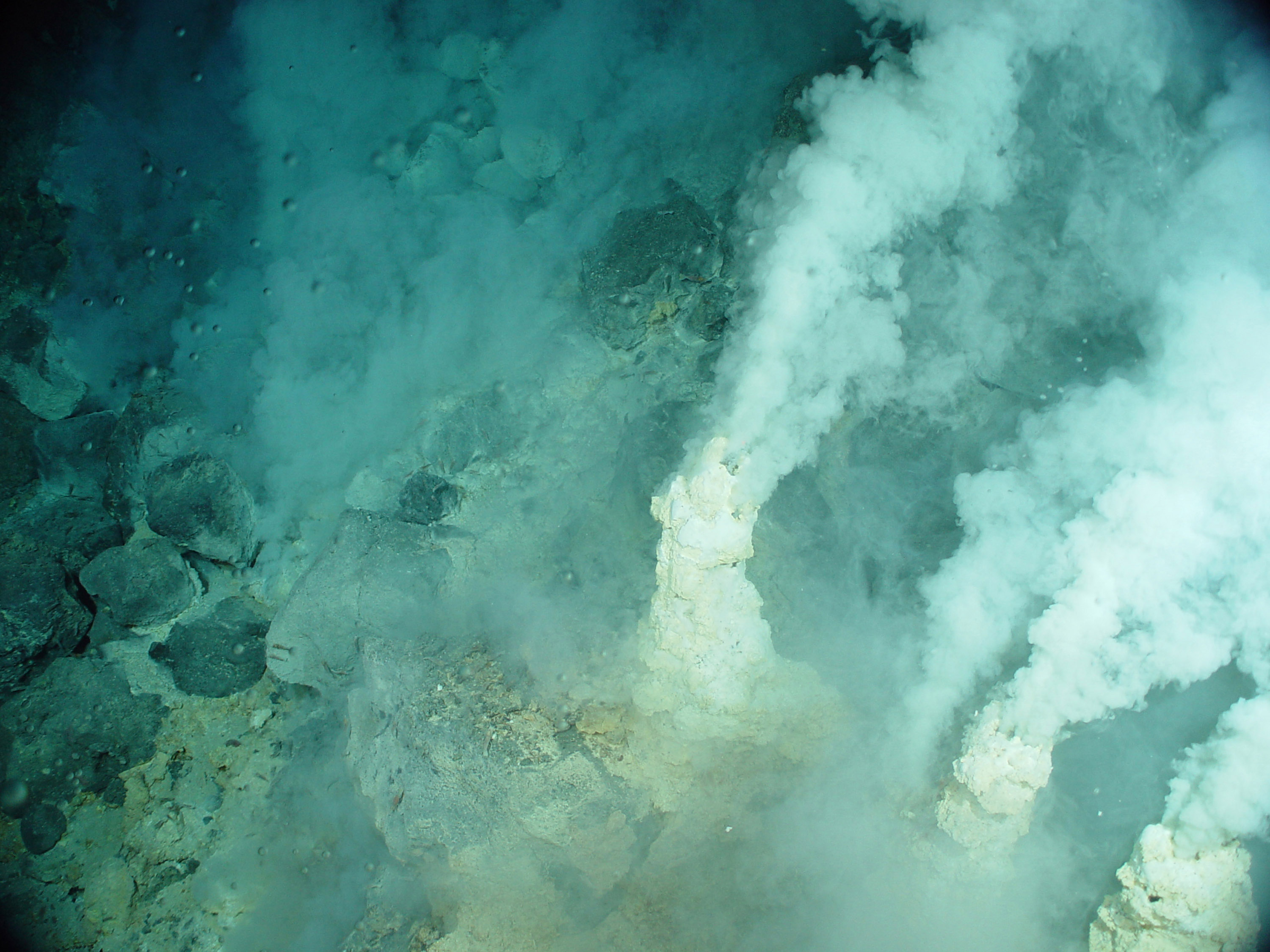
Emissions hidrotermals al fons de l'oceà.

L'hidrotermalisme o circulació hidrotermal en geologia és el pas d'aigua calenta per l'interior de la Terra. Generalment ocorre associat a l'activitat volcànica però també n'hi ha en l'escorça terrestre profunda relacionada amb la intrusió del granit o com a resultat de l'orogènesi o el metamorfisme.

## Hidrotermalisme oceànic
El terme inclou el pas d'aigua a temperatures altes prop de les carenes de les muntanyes submarines i la circulació, a temperatures més baixes i més difusa, a través dels sediments i els basalts. En alguns llocs hi ha surgències d'aigua calenta (xemeneies submarines) que poden acollir vida sense necessitat de la llum solar.

## Hidrotermalisme volcànic

Diagrama de la circulació hidrotermal d'una dorsal oceànica.

És el que s'observa en guèisers i fonts d'aigua calenta.

## En l'escorça profunda
Generalment es transporta l'aigua des de llocs amb roques calentes fins a llocs amb roques fredes. Les causes poden ser:
- Intrusió de magma dins l'escorça terrestre
- Calor per radioactivitat (en granits)
- Calor del mantell terrestre
- Calor hidràulica per exemple en conques artesianes
- Deshidratació de roques metamòrfiques
- Deshidratació de sediments enterrats.

## Formació de filons
L'hidrotermalisme pot formar un filó els minerals del qual provenen de la precipitació atmosfèrica dins una cavitat de la roca de substàncies contingudes en dissolució per aigües profundes molt calentes i sotmeses a fortes pressions. Les condicions de pressió i temperatura sota les quals s'han format els filons hidrotermals poden haver estat molt diferents i fan que els filons difereixin químicament i estructural. Hi ha els següents tipus de filons:
- Filons epitermals (amb temperatures i pressions moderades)
- Filons hipotermals (amb temperatures i pressions elevades)
- Filons mesotermals (amb condicions intermèdies)